# Luther (série de televisão francesa)
Luther é uma série de televisão francesa escrita por Laurent Herbiet e Christian Roux e transmitida pelo canal TF1 desde 27 de maio de 2021. É uma adaptação da série britânica de mesmo nome criada por Neil Cross.

## Elenco
- Christopher Bayemi como Théo Luther
- Chloé Jouannet como Alice Morgan
- Nadia Farès como  Rose
- Thierry Frémont como  Grandin
- Sagamore Stévenin como Yann
- Léo Dussolier como Justin
- Aurélien Wiik como Marc
- Adèle Choubard como Maggy
- Virgile Bramly como Eliott
- Marie Berto como Agathe Lapierre